# Gazzaniga
Gazzaniga é uma comuna italiana da região da Lombardia, província de Bérgamo, com cerca de 4.965 habitantes. Estende-se por uma área de 14 km², tendo uma densidade populacional de 355 hab/km². Faz fronteira com Albino, Aviatico, Cene, Cornalba, Costa di Serina, Fiorano al Serio, Vertova.

## Demografia
| Variação demográfica do município entre 1861 e 2011                               |
|                                                                                   |
| Fonte: Istituto Nazionale di Statistica (ISTAT) - Elaboração gráfica da Wikipedia |